# منیر بشیر
منیر بشیر (زاده ۱۹۳۰ - درگذشته ۲۸ سپتامبر ۱۹۹۷) یک موسیقی‌دان آشوری‌تبار اهل عراق بود.
از مادرى كُرد و پدرى آشورى به دنيا آمد. پدرش عزیز، کشیش بود، وی دو برادر به نام‌های جمیل و فکری و نیز سه خواهر داشت. منیر در موصل به دنیا آمد. وی در بغداد زندگی کرد و یکی از بنام‌ترین موسیقی‌دانان میان رودان (بین النهرین) در سده بیستم است.
وی سبک‌های گوناگون برای عود و لوت ابداع کرده‌است.
منیر در موصل و بنابه گزارش‌های مختلف میان سال‌های ۱۹۲۸ تا ۱۹۳۰ زاده شده‌است. پدر وی عبدالعزیز و برادرش جمیل نوازندگان چیره دست عود بودند. وی آموزش موسیقی را از سن پنج سالگی آغاز کرده‌است.